# Sprang-Capelle
Sprang-Capelle war eine Gemeinde in der niederländischen Provinz Nordbrabant. Sie wurde am 1. Januar 1923 durch die Vereinigung der drei Gemeinden Capelle, Sprang und Vrijhoeve-Capelle gebildet. Am 1. Januar 1997 wurde sie nach Waalwijk eingemeindet. Am 1. Januar 1996 lebten in der Gemeinde 10.110 Einwohner auf 25,66 km². Ein kleiner Teil der Gemeinde (0,14 km² mit 12 Einwohnern) wurde Loon op Zand zugeschlagen. Heute bilden Capelle, Sprang und Vrijhoeve einen Bezirk (niederländisch wijk) in der Gemeinde Waalwijk, welcher 14.505 Einwohner zählt (Stand: 1. Januar 2024).
Im Winter 1944/45 kam es bei Capelle zur Schlacht am Kapelsche Veer. Kanadische Truppen eroberten unter hohen Verlusten die Verteidigungsstellungen der Deutschen. 

## Bilder

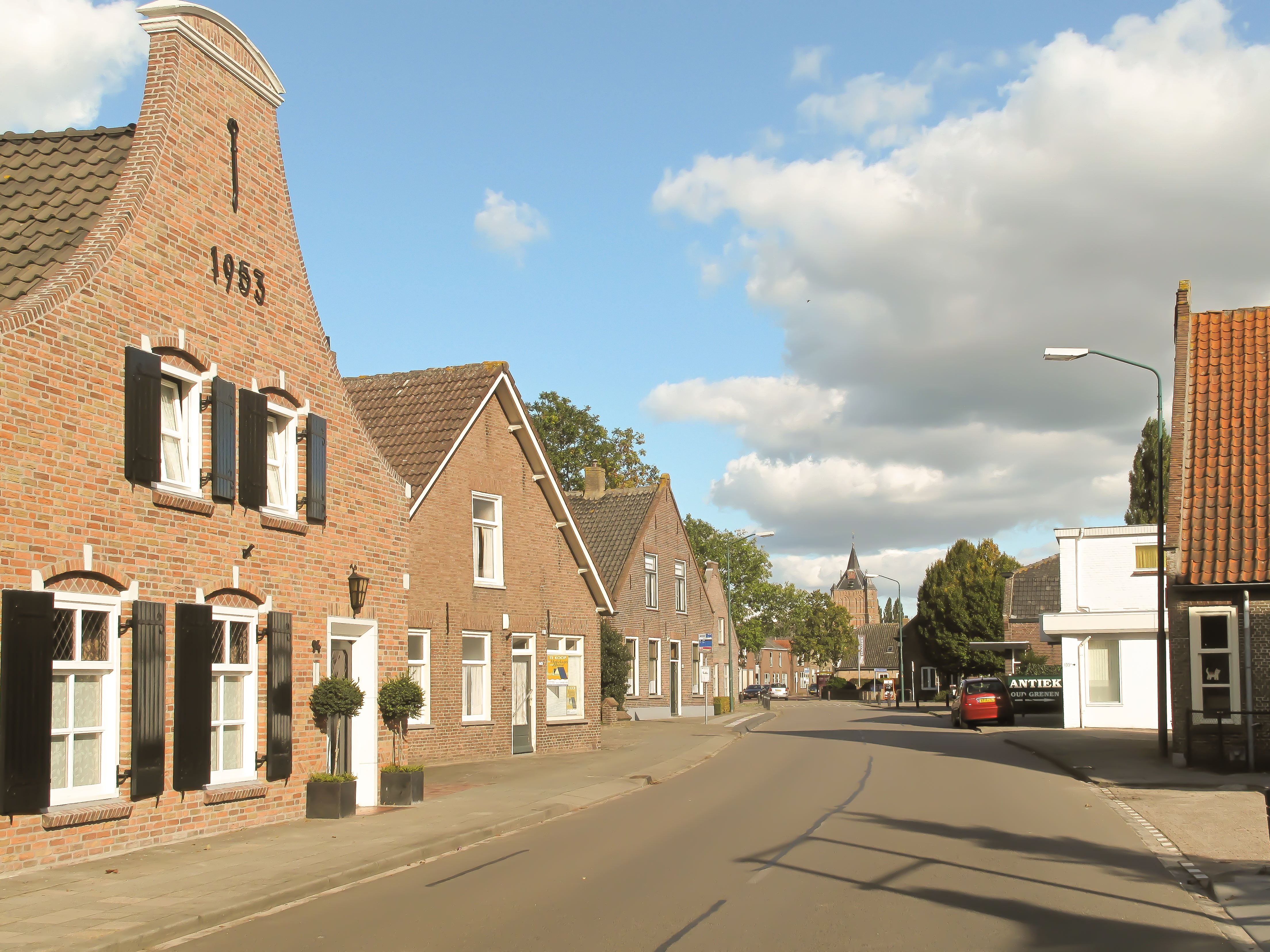
Van der Duinstraat
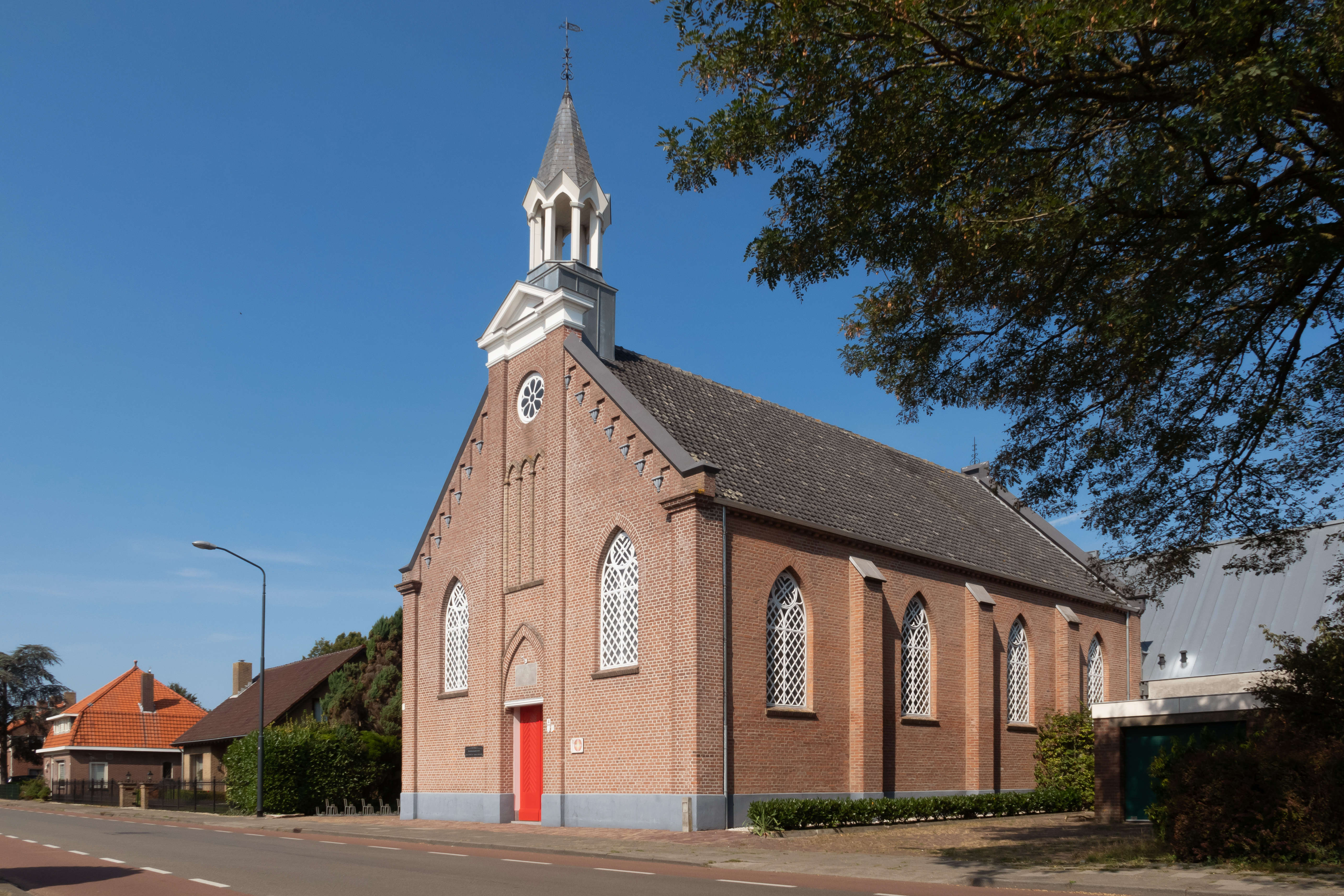
Reformierte Kirche Sprang Capelle
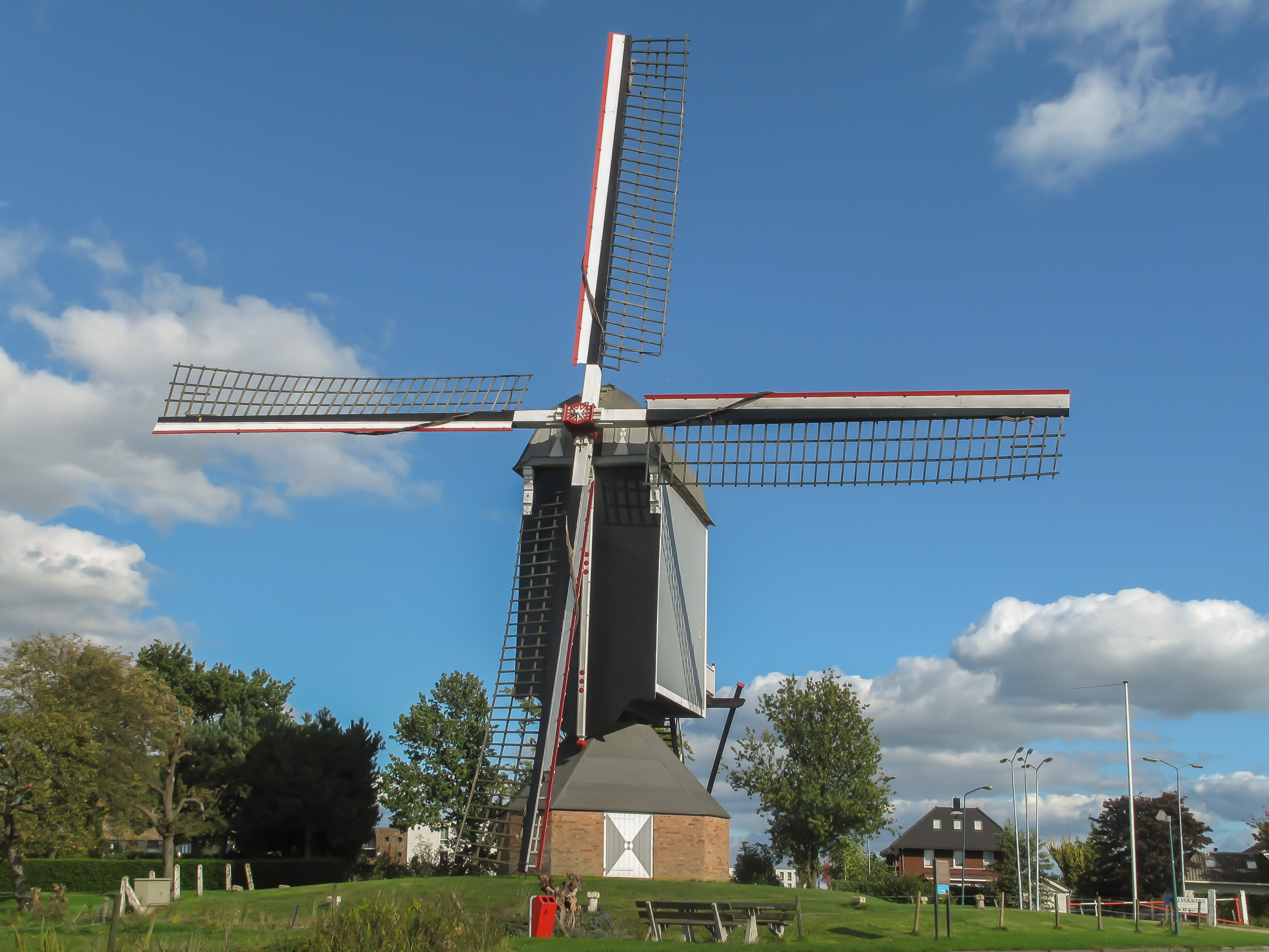
Windmühle Dye Spancke